# Вонхоцьк
Вонхоцьк (пол. Wąchock) — місто в південній Польщі, на річці Каменна.
Належить до Стараховицького повіту Свентокшиського воєводства.

## Демографія
Демографічна структура станом на 31 березня 2011 року:
|          | Загалом | Допрацездатний вік | Працездатний вік | Постпрацездатний вік |
| -------- | ------- | ------------------ | ---------------- | -------------------- |
| Чоловіки | 1408    | 234                | 979              | 195                  |
| Жінки    | 1476    | 217                | 855              | 404                  |
| Разом    | 2884    | 451                | 1834             | 599                  |